# Hộ Ấp
Hộ Ấp (tiếng Trung: 鄠邑区, Hán Việt: Hộ Ấp khu) là 1 trong 11 quận thuộc thành phố phó tỉnh Tây An (西安市), tỉnh Thiểm Tây, Cộng hòa Nhân dân Trung Hoa. Quận này có diện tích 1279,42 km2, dân số khoảng 556.377 người (2010). Dân số sống bằng nghề nông là 470.000 người. Dân cư ở đây chủ yếu là người Hán. Quận Hộ Ấp được chia thành 14 đơn vị hành chính gồm 1 nhai đạo biện sự xứ (phường), 13 trấn (thị trấn), với 518 thôn hành chính và 21 khu dân cư. Tiền thân của quận là huyện Hộ cho đến tháng 11 năm 2016 thì trở thành quận Hộ Ấp. Ngày 9 tháng 9 năm 2017, chính quyền quận Hộ Ấp chính thức đi vào hoạt động.

## Phong cảnh

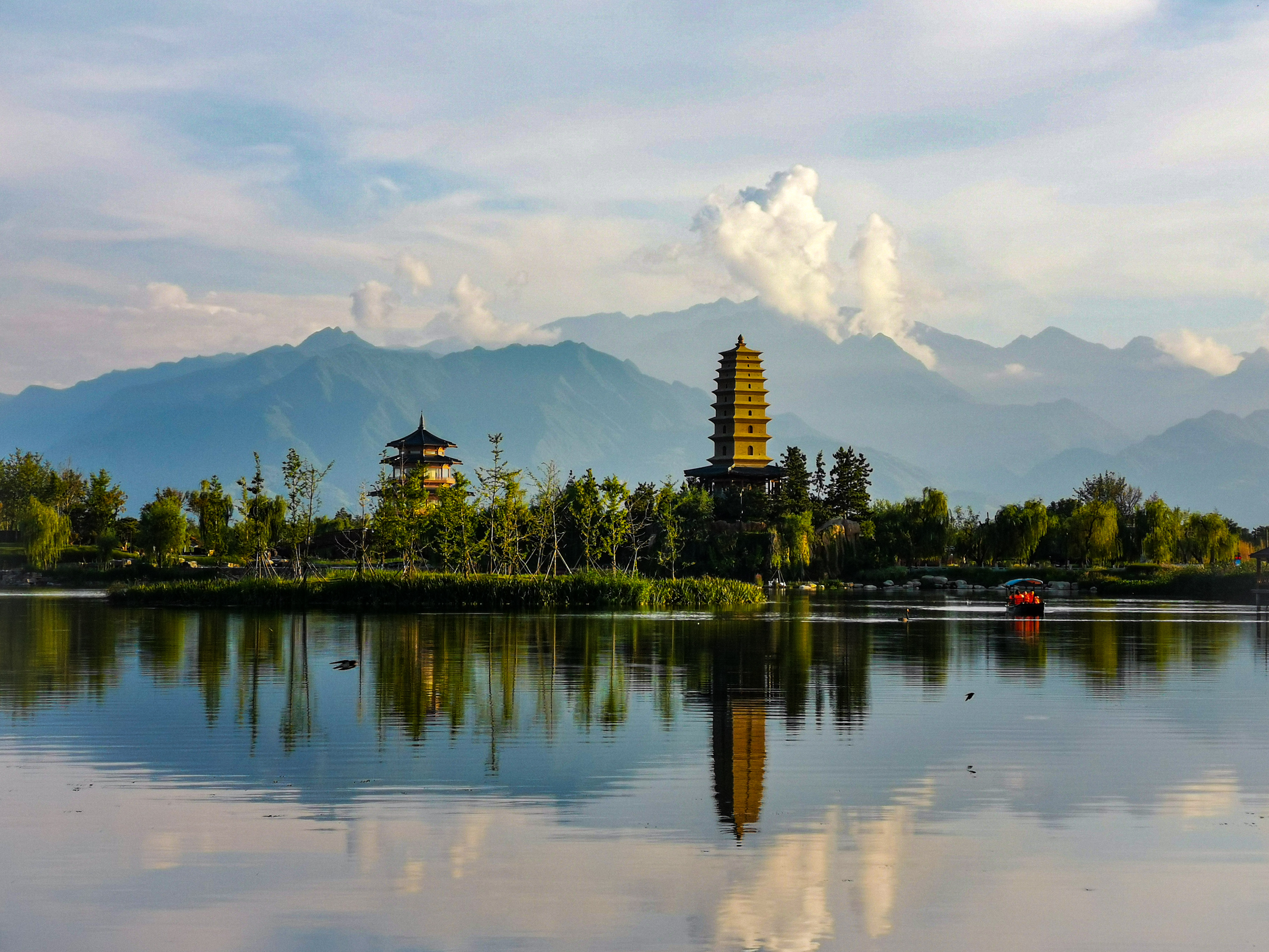
Phong cảnh hồ ở Hộ Ấp